# Mater semper certa est
Mater semper certa est es una expresión latina, que puede traducirse como «La madre es siempre conocida», que hace referencia a un principio de Derecho que incluso en algunas legislaciones nacionales tiene la fuerza de una presunción de derecho, en virtud de la cual se entiende que la maternidad es un hecho biológico evidente en razón del embarazo, por lo que no se puede impugnar.
El principio continúa con «pater semper incertus est», problema que ha sido resuelto en algunas legislaciones mediante la fórmula «pater est, quem nuptiae demonstrant».